# Cedusa carropia
Cedusa carropia är en insektsart som beskrevs av Kramer 1986. Cedusa carropia ingår i släktet Cedusa och familjen Derbidae. Inga underarter finns listade i Catalogue of Life.